# Radical 183
El radical 183, representado por el carácter Han 飛, es uno de los 214 radicales del diccionario de Kangxi. En mandarín estándar es llamado 飛部, (fēi bù, ‘radical «volar»’); en japonés es llamado 飛部, ひぶ (hibu), y en coreano 비 (bi).
El radical 183, aparece comúnmente en el lado derecho de los caracteres que clasifica (por ejemplo, en 𩙲), aunque también puede aparecer en la parte inferior (por ejemplo, en 䬡).
En el sistema de simplificación de los caracteres chinos llevado a cabo en la República Popular China el radical «volar» ha sido simplificado a la forma 飞.

## Nombres populares
- Mandarín estándar:　飛, fēi, ‘volar’.
- Coreano: 날비부, nal bi bu, ‘radical bi-volar’.
- Japonés:　飛ぶ（とぶ）, tobu, ‘volar’.
- En occidente: radical «volar».

## Galería
| Estilos antiguos                                 | Estilos antiguos                  | Estilos antiguos                        | Estilos antiguos                   | Estilos antiguos                   | Estilos empleados actualmente       | Estilos empleados actualmente  | Estilos empleados actualmente    | Estilos empleados actualmente   | Estilos empleados actualmente  |
|                                                  |                                   |                                         |                                    |                                    |                                     | 飛                             | 飞                               |                                 |                                |
| 甲骨文 jiǎgǔwén (escritura de huesos oraculares) | 金文 jīnwén (escritura de bronce) | 简帛 jiǎnbó (escritura de bambú y seda) | 篆文 zhuànwén (escritura de sello) | 篆文 zhuànwén (escritura de sello) | 隸書 lìshū (estilo de los escribas) | 楷書 kǎishū (estilo regular)   | 楷書 kǎishū (estilo regular)     | 行書 xǐngshū (estilo corriente) | 草書 cǎoshū (estilo de hierba) |
| 甲骨文 jiǎgǔwén (escritura de huesos oraculares) | 金文 jīnwén (escritura de bronce) | 简帛 jiǎnbó (escritura de bambú y seda) | 大篆 dàzhuàn (sello grande)        | 小篆 xiǎozhuàn (sello pequeño)     | 隸書 lìshū (estilo de los escribas) | 繁體／繁体 fántǐ (tradicional) | 简体／簡體 jiǎntǐ (simplificado) | 行書 xǐngshū (estilo corriente) | 草書 cǎoshū (estilo de hierba) |

## Caracteres con el radical 183

| trazos | carácter |
| ------ | -------- |
| + 0    | 飛 飞    |
| + 4    | 𩙲       |
| + 9    | 䬡       |
| + 12   | 飜       |
| + 18   | 飝       |